# Monardella stoneana
Monardella stoneana är en kransblommig växtart som beskrevs av Elvin och Elizabeth Percy Sanders. Monardella stoneana ingår i släktet Monardella och familjen kransblommiga växter. Inga underarter finns listade i Catalogue of Life.